# La Tremblade
 La Tremblade  es una población y comuna francesa, situada en la región de Nueva Aquitania, departamento de Charente Marítimo, en el distrito de Rochefort. Es el chef-lieu y mayor población del cantón de La Tremblade.

## Enlaces externos

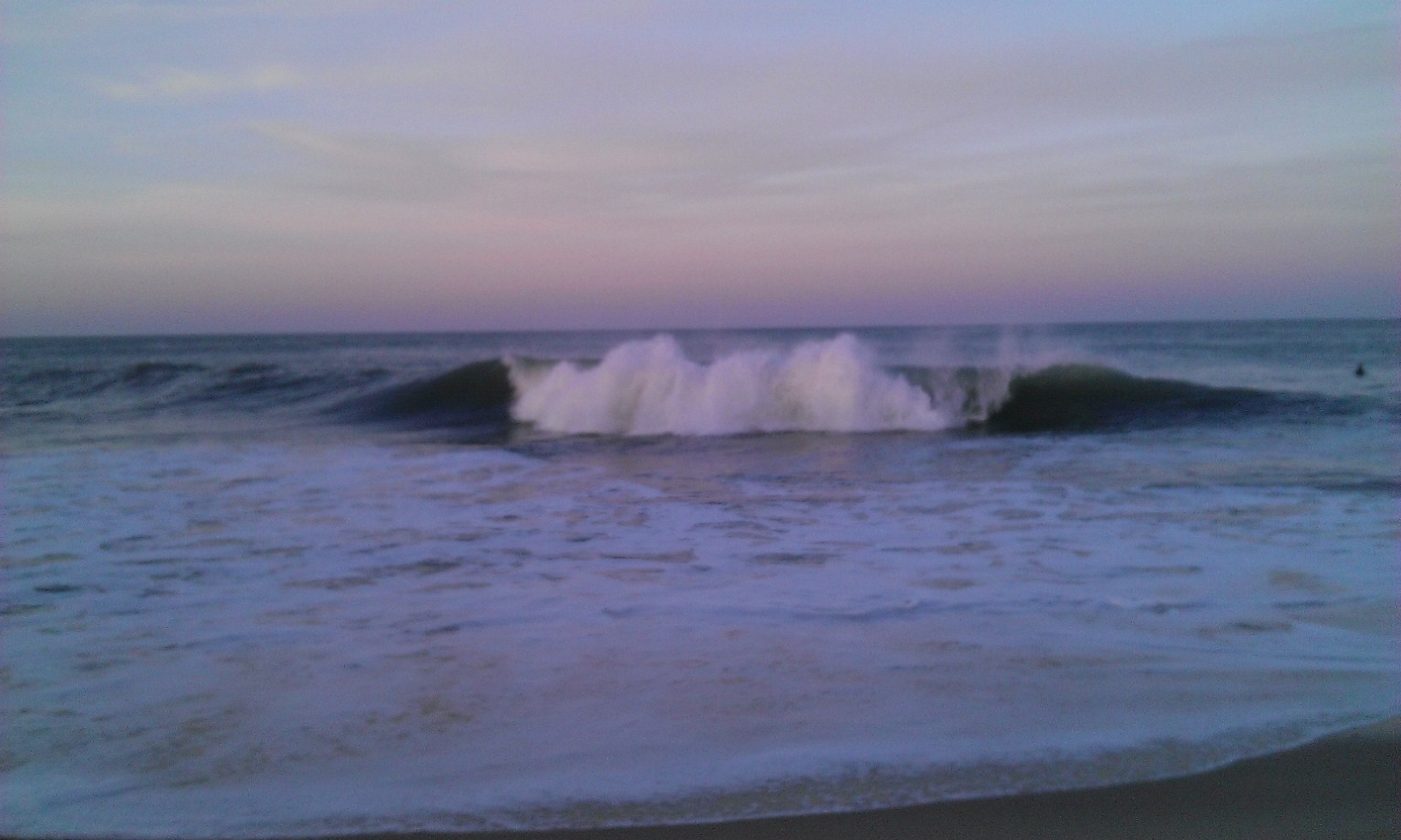
Les Vagues au large du phare de La Coubre

## Demografía
| 4685 | 4925 | 5148 | 4686 | 4623 | 4667 |
| Para los censos de 1962 a 1999 la población legal corresponde a la población sin duplicidades (Fuente: INSEE [Consultar]) |      |      |      |      |      |